# 弗尼乌 (滨海夏朗德省)
弗尼乌（法語：Fenioux，法語發音：[fənju]）是法国滨海夏朗德省的一个市镇，位于该省中部，属于圣让当热利区。

## 地理
弗尼乌（45°53'23"N, 0°35'47"W）面积9.36 平方千米，位于法国新阿基坦大区滨海夏朗德省，该省份为法国西部滨海省份，北起旺代省，西临大西洋，南至吉倫特省，东南接多爾多涅省，东北接德塞夫勒省接壤，东临夏朗德省。
与弗尼乌接壤的市镇（或旧市镇、城区）包括：比涅、格朗让、马兹赖、塔扬。

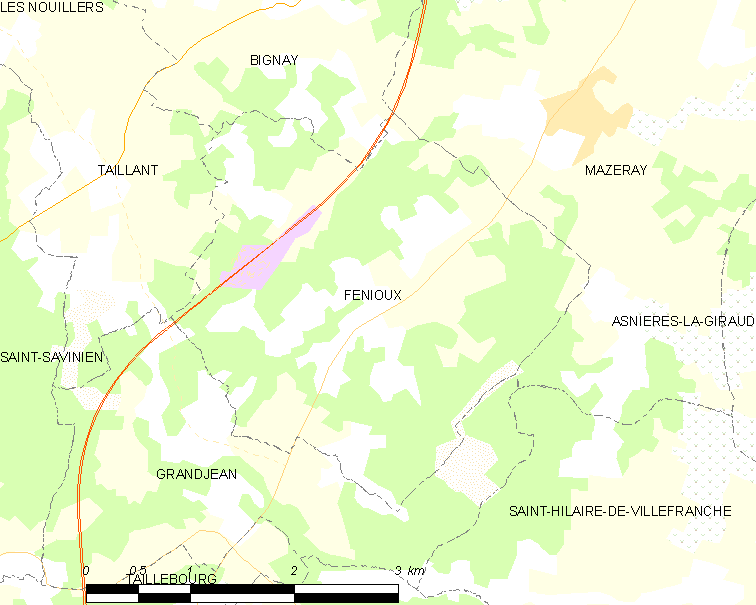
的OSM定位图

弗尼乌的时区为UTC+01:00、UTC+02:00（夏令时）。

## 行政
弗尼乌的邮政编码为17350，INSEE市镇编码为17157。

## 政治
弗尼乌所属的省级选区为圣让当热利县。

## 人口

1962-2008年间人口变化图示

弗尼乌于2022年1月1日时的人口数量为168人。